# Moye moye
„Moye More“ je internetový meme, který vzešel ze srbské písně Džanum z roku 2023 od zpěvačky Teyi Dory. Refrén písně obsahuje slovní spojení „moje more“ v srbštině, což lze přeložit do češtiny jako „moje noční můry“.

## Původ memu
„Moye Moye“ pochází z písně Džanum srbské zpěvačky Teyi Dory z roku 2023. V refrénu písně zpívá Dora slova „moje more“, což v srbštině znamená „moje noční můry“. V polovině roku 2023 začali uživatelé sociální sítě TikTok nahrávat videa, v nichž refrén použili jako doprovodnou hudbu a text písně zkomolili na „moye, moye“. Přeslech vyvolal virální trend meme na sociálních sítích, kde uživatelé vytvářeli krátká videa se synchronizací rtů a tancem s využitím optimistického zvuku.

## Šíření memu na Internetu
Meme Moye moye se postupně rozšířil i mimo TikTok na sociální sítě jako Instagram, Facebook a YouTube. K virálnímu šíření došlo v roce 2023 především v zemích jihovýchodní Asie jako Indie nebo Bangladéš. Fenomén Moye moye získal pozornost dle The Economic Times kvůli opakujícímu se textu, energetickému nádobí z písně a jednoduše zapamatovatelnému tanci, který doplňoval memové příspěvky na sociálních sítích.
Text původní písně popisoval temnou atmosféru osobního boje. Meme, jež z písně vznikly, vyzněly pozitivněji. Častá témata v příspěvcích jsou ironie spojená s každodenním humorem nebo nenadálý životní zvrat. Vizuální jednoduchost memu dle The Daily Star dala možnost každému uživateli se zapojit.

## Přijetí memu
Indický herec Ayushmann Khurrana nazpíval coververzi původní písně Džanum. Hercovu verzi písně použili policisté z Dillí a Bengálska pro kampaň o bezpečnosti na tamějších silnicích. Teya Dora vyjádřila uznání nad tím, že se její píseň má celosvětový dosah jako virální meme.
Ovšem meme vyvolal i negativní reakce. Indická novinářka Momoi kritizovala fenomén Moye moye, protože dle jejího názoru šíří negativní stereotypy o lidech se zdravotním postižením pomocí urážlivého humoru.